# Пуату — Шарант
Пуату-Шарант (фр. Poitou-Charentes) — бывший регион на западе Франции, соответствующий исторической области Пуату. С 1 января 2016 года является частью региона Новая Аквитания. Главный город — Пуатье. Население — 1 777 773 человек (в 2011 году — 15-е место среди регионов). Пуату славится козьими сырами, коньяком и выращиванием устриц.

## География
Площадь: 25 810 км². По территории бывшего региона протекают реки Шаранта, Вьенна, Севр-Нантез и Севр-Ньортез.

## История региона
Подробные статьи об исторических провинциях, предшествующих времени образования региона:
- Они
- Ангумуа
- Пуату
- Сентонж

История региона Пуату — Шарант начинается с его образования при коллаборационистском режиме Виши. Этот регион, разделяющий юго-западную часть страны и западную часть центральной Франции, никогда не имел своей цельной истории и был создан между двумя центрами влияния — Туром и Бордо — объединяя бывшие исторические провинции: часть провинции Пуату, провинции Ангумуа, Сентонж и Они. Префектурой региона был выбран город Пуатье, не из-за какого-то превосходства (по своим размерам он примерно равен Ла-Рошели, а просто потому, что в Пуатье имелся собственный университет.

### Хронология важных событий в истории региона
- 5000—3000 лет до н. э.: быстрое распространение дольменов в провинции Пуату.
- 52 год до н. э.: восстание вождя галлов Верцингеторига и наказание кельтских племен сантонов и пиктонов.
- III век: начало обращения в христианство.
- 350: Святой Иларий, Учитель Церкви, стал первым епископом Пуатье.
- 360: Святой Мартен основал монастырь в Лигюже.
- V век: регионом завладели вестготы.
- 476: конец властвования Римской империи.
- 507: Хлодвиг I разгромил вестготов в битве при Пуатье. Регион переходит под контроль франков.
- 732: Карл Мартелл отразил нашествие арабов в битве при Пуатье.
- 799: первое вторжение племен викингов.
- 845: викинги захватили Сент.
- X—XI века: графы де Пуатье и герцоги Аквитанские получили в управление территорию будущего региона Пуату — Шарант.
- 1152: кроме Аквитании, Элеонора Аквитанская принесла Пуату — Шарант в качестве приданого своему второму мужу Генриху Анжуйскому. Когда впоследствии он стал королём Англии, территория его французских владений была сравнима с владениями самого короля Франции.
- 1204: первый захват Пуатье королём Франции Филиппом II. Второй захват в 1224 году стал окончательным.
- 1356: поражение Иоанна II у Нуаье-Мопертюи.
- 1534—1535: Кальвин проповедовал в Сенте, Пуатье и Ангулеме.
- 1562: начало религиозных войн.
- 1630—1700: сотни местных жителей грузятся на корабли и отправляются в плавание в Акадию, современный регион Канады, где сейчас живёт множество их потомков.
- 1790: провинция Пуату разделена на три департамента: Дё-Севр, Вьенна (Верхнее Пуату) и Вандея (Нижнее Пуату). Путём объединения Они и западной части Сентонжа образована Нижняя Шаранта (название до 1941 года). Департамент Шаранта объединил исторические области Ангумуа и восточную часть Сентонжа.
- 1815: Наполеон I после поражения в правах отплывает с острова Иль-д’Экс.
- 1822: арестованы участники заговора четырёх сержантов Ла-Рошели.
- 1945: Руайян уничтожен бомбардировками авиации союзников.
- 1966: мост соединил остров Олерон с континентом.
- 1987: торжественное открытие парка Футуроскоп.
- 1988: мост соединил остров Иль-де-Ре с континентом.
- 1996: погребение Франсуа Миттерана в городе Жарнак.
- 2004: Председателем Регионального совета Пуату-Шарант избрана Сеголен Руаяль.
- 2014: Председателем Регионального совета Пуату-Шарант избран Жан-Франсуа Макер.

## Административное деление
Регион включал департаменты Шарант, Приморская Шаранта, Дё-Севр и Вьенна.

## Администрация
Государственное управление регионом осуществлялось Региональным советом, формируемым на региональных выборах.
Председателем Регионального совета Пуату — Шарант в 2010 году на второй срок была переизбрана Сеголен Руаяль.

## Туризм
Целью большинства туристов, приезжающих в регион, является побережье Приморской Шаранты.
Наличие атлантического побережья вызвало развитие курортного туризма начиная с XIX столетия, который принял семейный характер вскоре после окончания Второй мировой войны, привлекая сюда каждый летний сезон жителей городов запада и даже севера Франции. Шарантские острова (Иль-де-Ре, Олерон и Иль-д’Экс) сейчас привлекательны для туристов не менее чем специально обустроенные морские курорты Руайян, Фура и Шатлайон-Плаж. На этом оживлённом летом побережье главное место занимает Ла-Рошель, один из самых посещаемых городов Франции, причем как для курортного отдыха, так и для познавательного.
Чтобы привлечь внимание туристов, приезжающих в регион и в большинстве своем устремляющихся на берег Атлантики, регион предпринял крупные усилия для развития познавательного туризма, как в городах, так и в сельской местности. Именно в материковой части региона находятся чарующие исторические памятники и просто заслуживающие внимания места (замки и имения, романские церкви и аббатства, собрания коллекций и музеи под открытым небом), а также примечательные природные объекты (долина реки Шаранты, Болота Пуату-Шаранты, гроты Ангумуа) — всё это можно обнаружить вдоль традиционных туристических маршрутов. Путешественников также привлекают города материковой части региона — Пуатье, Рошфор, Сент, Коньяк и Ангулем — благодаря своему богатому историческому достоянию или проведению оригинальных культурных мероприятий, среди которых множество фестивалей и выставок.
Конечно, большая часть отпускников отправляется отдыхать на курорты юга страны и, при этом, они в лучшем случае ненадолго останавливаются в регионе, к примеру, чтобы посетить парк Футуроскоп недалеко от Пуатье. Тем не менее, побережье Приморской Шаранты является во Франции вторым по популярности туристическим направлением.

## Культура
- Культурные события

В регионе ежегодно проходят крупные культурные и коммерческие мероприятия: музыкальный фестиваль исполнителей песен на французском языке Франкофоли де Ла-Рошель, единственная во Франции морская яхтенная выставка Grand Pavois de La Rochelle, которая проводится на воде; в Ангулеме проводится Международный фестиваль комиксов и Кулинарный фестиваль Gastronomades, город Коньяк принимает у себя фестиваль Страсти по блюзу и фестиваль фильмов о полиции. Самым старинным фестивалем региона является Международный фестиваль фольклора в Конфолане — в 2012 году он состоялся в 55 раз. Парк Футуроскоп недалеко от Пуатье является центральным туристическим местом региона; он собирает более одного миллиона посетителей каждый год.
Все более заметное место среди французских фестивалей, посвящённых музыкальному и театральному искусству, завоёвывает бьеннале du Nombril в местечке Понь-Эрисон (департамент Дё-Севр).
- Искусство романской эпохи

В архитектуре региона Пуату-Шарант последовательно отмечается существенное влияние романского стиля. Регион усеян сотнями романских церквей, но лидерство по их числу принадлежит исторической области Сентонж, где каждая деревенская церковь является подлинным произведением искусства той эпохи. На протяжении XI и XII веков весь регион был покрыт стройками. Наиболее высокий интерес у современных ценителей вызывают мост в деревне Тайзон, Женская обитель в Сенте, Кафедральный собор Святого Петра в Ангулеме, Церковь Святого Петра в Ольне, церковь в городке Мель, церковь Нотр-Дам-ля-Гранд в Пуатье и много других мест…
- Исторические памятники

Богатейшее религиозное культурное наследие региона Пуату-Шарант имеет преобладающее влияние романского искусства.
Около 600 памятников архитектуры представлено в регионе; все они являются образцами одного архитектурного стиля, распространившегося в X веке вдоль знаменитого паломнического Пути Святого Иакова. Центр национальных памятников приглашает посетить более сотни известных исторических мест региона. Это ещё один способ открыть для себя богатство национального культурного наследия Франции.
- Церковь Нотр-Дам-ля-Гранд в Пуатье
- Шато Уарон
- Аббатство в Шарру
- Галло-романская стоянка в Санксе
- Баптистерий Иоанна Крестителя в Пуатье
- Галло-романская стоянка в Шассноне: Термы Шасснона
- Здание ратуши в Ла-Рошели, Приморская Шаранта
- Цепная башня в Ла-Рошели, Приморская Шаранта
- Фонарная башня, которую ещё называют Башней четырёх сержантов Ла-Рошели, Приморская Шаранта
- Башня Святого Николая в Ла-Рошели, Приморская Шаранта
- Аббатство Фондус в Сен-Бри-де-Буа, Приморская Шаранта
- Пещерная церковь в Обтерр-сюр-Дронне, Шарант
- Аббатство Лэтуаль в Аршиньи, долина Вьенны
- Базилика Святого Илария в Пуатье
- Аббатство в Сен-Бенуа, Вьенна
- Аббатство Сен-Мартен в Лигюже, Вьенна
- Аббатство Сен-Савен, фрески которого включены в число объектов Всемирного наследия ЮНЕСКО, Вьенна
- Аббатство и средневековый город Нуаье-Мопертюи, Вьенна
- Средневековый город и шато в Шовиньи, Вьенна
- Аббатство цистерцианцев: Ла-Флот, остров Иль-де-Ре, Приморская Шаранта
- Королевское аббатство Нотр-Дам в Сель-сюр-Бель, долина реки Бутон, Дё-Севр
- Донжон в Ньоре, Дё-Севр
- Донжон в Понсе и больница паломников в Понсе, Приморская Шаранта
- Мост Генриха IV в Шательро
- Форт Байяр, расположенный между островами Олерон и Иль-д’Экс.

## Гастрономия

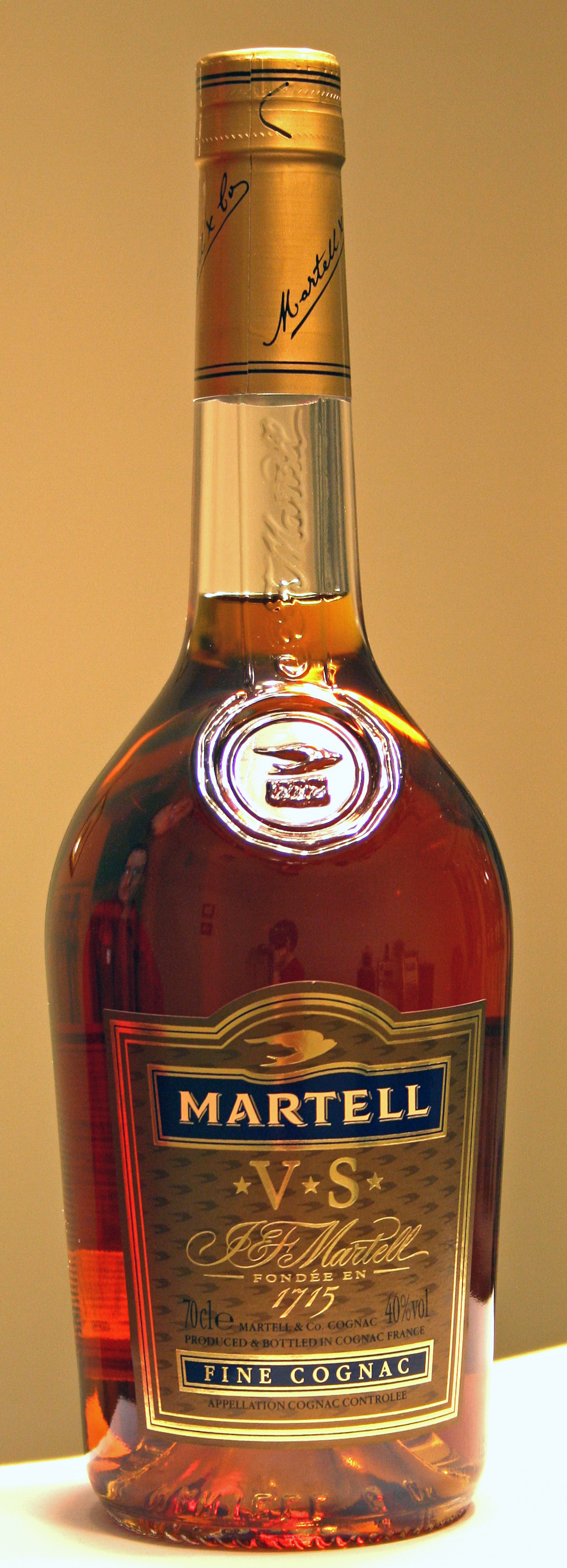
Коньяк Martell VS

- Устрицы бассейна Марен-Олерон, коньяк, пино де Шарант, масло с сертификацией AOC, могетт, улитки (в регионе их называют cagouilles), ягнёнок, козий сыр, Шабишу-дю-Пуату — этот не полный список свидетельствует о чрезвычайно разнообразном гастрономическом богатстве региона Пуату-Шарант. Природа региона очень щедра и в избытке даёт качественные продукты, необходимые для здоровой и аутентичной региональной кухни.
- Коньяк производится в границах департаментов Шарант, Приморская Шарант и Дё-Севр. Имеется шесть виноградных субрегионов: Grande Champagne, Petite Champagne, Borderies, Fins Bois, Bons Bois, Bois Ordinaires и Bois Communs. Благодаря утонченному и нежному букету, коньяк вот уже более 400 лет составляет главное сокровище региона.
- Пино де Шарант — для изготовления этого напитка нужны два важных компонента — виноград и случай. Белый, красный или розовый аперитив приготовляется путём смешения слегка забродившего сока из винограда Шаранты и коньяка.
- Местные вина Шаранты — белые, розовые и красные.
- Вина Верхнего Пуату: разные сорта винограда «Верхнего Пуату» стали обязательным спутником региональной кухни.

Шардоне прекрасно сочетается с морепродуктами и рыбой в соусе. Совиньон в равной степени хорошо подходит как к дарам моря, так и к козьему сыру. Лёгкий и сохранивший вкус плодов Гаме замечательно сопровождает блюда из свинины и тушёное мясо в горшочках, а Каберне подают к мясу или к блюдам из домашней птицы.
- Анжелика — ароматическое растение, традиционно выращиваемое в окрестностях Ньора, а также в Приморской Шаранте. Этот местный деликатес используют в кондитерских изделиях и при приготовлении ликёров. В России это растение называют дягиль.

Анжелика — двухлетнее растение семейства зонтичных, достигающее высоты 2 метра на обильно освещённой возделанной почве. Растение цветет на второй год жизни. Оно обладает тонизирующими, стимулирующими и спазмолитическими свойствами; очень способствует пищеварению.
Анжелику можно просто пить. Также её используют в кондитерских для ароматизации галет с маслом. В департаменте Дё-Севр анжелику называли «травой ангелов» и издавна употребляли во время полдника вместе с бутербродом-тартинкой.
Ликёр Анжелика — полупрозрачная жидкость насыщенного зелёного цвета, содержащая в объёме 40 % спирта. Она имеет слегка сладковатый вкус и содержит коньячную анжелику, сахар (сахарозу) и дистиллированную воду. Ликёр Анжелика употребляется в качестве дижестива сильно охлаждённым в чистом виде или с добавлением колотого льда. Его часто используют при приготовлении разнообразных коктейлей, шербетов и десертов.
- Устрицы бассейна Марен-Олерон. Союз пресной и солоноватой воды, а также солнечный климат, превратили бассейн Марен-Олерон в самый важный во Франции регион производства устриц. Во Франции только здесь выращивают устриц в клерах — бассейнах, соединённых с морем.
- Мидии де Бушо выращивают на сваях около Фура, Йер-Бруажа, Шаррона, на островах Иль-де-Ре, Олерон и в бухте Л’Эгийон.
- Рыбный улов — рыба является неотъемлемой частью гастрономической культуры региона.

Морского языка подают на стол обжаренным в муке. Барбаринки (маленькие барабульки) отваривают в крупной соли. Очень ценится «Руаянская» сардина, охлаждённая или обжаренная.

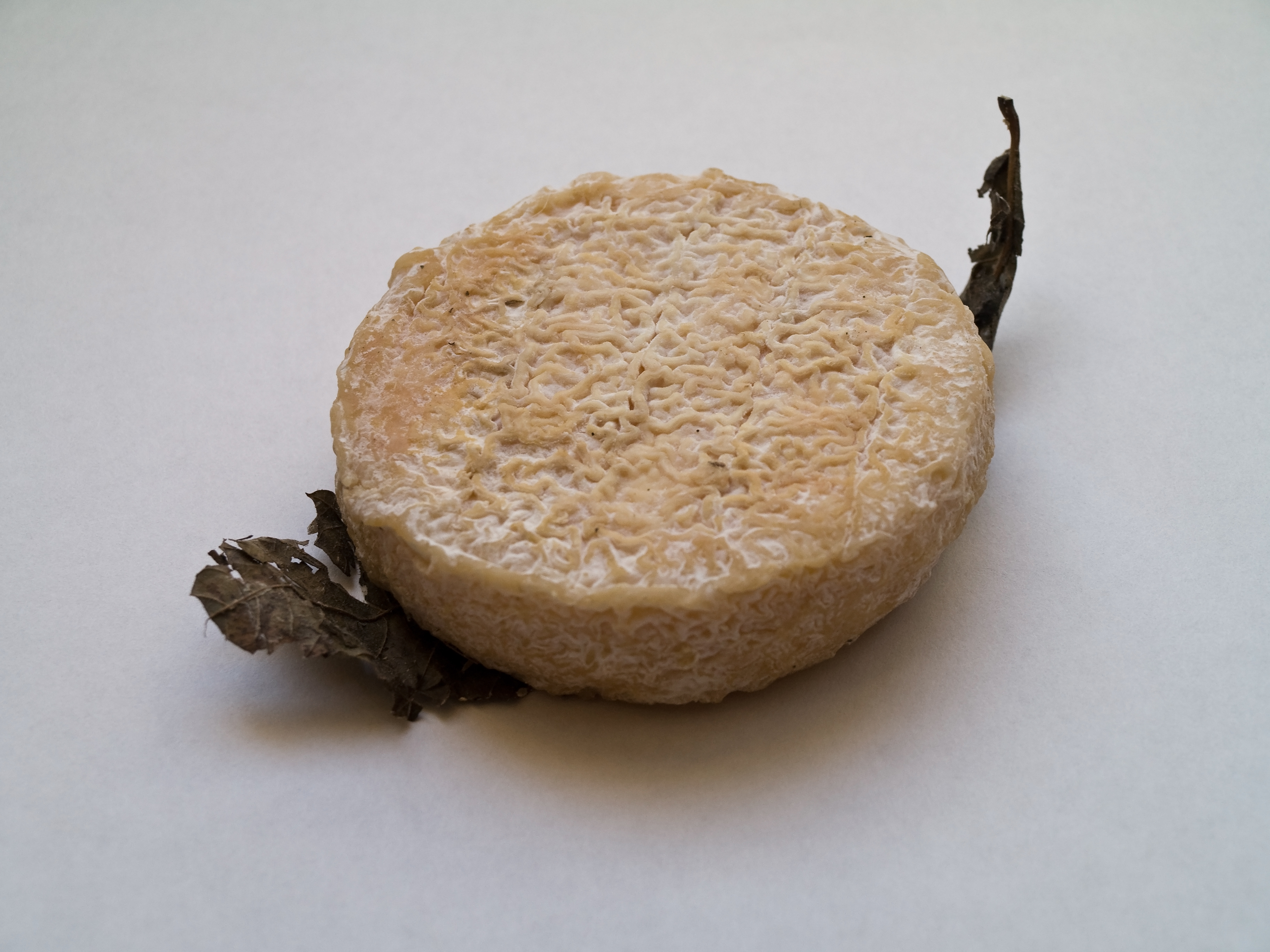
Сыр Мотэй-сюр-фей, выдержанный на листе каштана

- Ягнёнок Пуату-Шарант известен благодаря долгой традиции разведения; качество и вкус этого мяса признаны единогласно.
- Коровы пород Лимузин и Партенеза. В регионе существуют долгие традиции разведения крупного рогатого скота. Первосортная говядина имеет сертификат гарантии качества Label rouge.
- Прочее мясо. Сертификат «Porc de la Frairie» подтверждает признанное качество свинины. Традиционно в регионе разводятся кролики, и их мясо занимает в регионе третье место по объёму.
- Козьи сыры. В регионе Пуату-Шарант заготавливается до трёх четвертей всего козьего молока Франции и, конечно, в регионе производится широкое множество сортов сыра, среди которых «Бугон», «Мотэй-сюр-фей», «Сен-Луп», иногда покрываемые листами каштана.
- Масло Шаранты-Пуату изготавливается исключительно на основе сливок пастеризованного молока и имеет сертификат AOC. Это эксклюзивное масло производят в обоих Шарантах и в трёх департаментах (Вьенна, Дё-Севр и Вандея) бывшей исторической области Пуату.
- Шарантская дыня. Обильно согреваемая солнцем почва региона Пуату-Шарант позволяет выращивать дыни знатного качества. В наше время шарантская дыня получила всемирное признание.
- Десерты — творожный кекс, песочное печенье с солью (broyé poitevin), пирожные (cornuelles), кондитерские изделия с Анжеликой, зелёным ликёром.